# Hoplismenus jalapensis
Hoplismenus jalapensis är en stekelart som först beskrevs av Cameron 1885.  Hoplismenus jalapensis ingår i släktet Hoplismenus och familjen brokparasitsteklar. Inga underarter finns listade i Catalogue of Life.